# Sabalia picarina
Sabalia picarina är en fjärilsart som beskrevs av Francis Walker. Sabalia picarina ingår i släktet Sabalia och familjen fältspinnare, Brahmaeidae. Inga underarter finns listade i Catalogue of Life.